# 唐·斯特丽
唐·米歇尔·斯特丽（英語：Dawn Michelle Staley，1970年5月4日—），美国前职业篮球运动员、教练，篮球名人堂成员。斯特丽是三届奥运会金牌得主。2011年，她被球迷评选为WNBA历史15大球员之一。2013年，她入选了奈史密斯篮球名人堂。